# ادسویل (مریلند)
ادسویل (به انگلیسی: Edesville) شهری در ایالت مریلند کشور ایالات متحده آمریکا است که جمعیت آن در سرشماری سال ۲۰۱۰ میلادی، ۱۶۹ نفر بوده‌است.